# 让·德布里
让-安托万-约瑟夫·德布里（法語：Jean-Antoine-Joseph Debry，法語發音：[ʒɑ̃ ɑ̃twan ʒozɛf dəbʁi]，1760年11月25日—1834年1月6日），出生于埃纳省韦尔万 ，逝世于巴黎。他是1793年3月21日至1793年4月4日期間法国国民公会的主席。他提出的宣言《祖國陷於危難》（法語：La patrie en danger）让他闻名于世。
德伯里在1791年9月8日当选为国民立法议会的议员，并在1792年9月4日成为国民公会的议员。他投票赞成处死路易十六。他也是一般安全委员会和公共安全委员会的成员。
他反对迫害吉伦特派，并在热月党的政权中起了很大作用。雾月政变后他支持拿破仑·波拿巴的统治，成为了护民院的成员。1816年波旁复辟后，他因弑君罪被放逐，从此居住于荷兰王国。德伯里最后在1830年回到法国，并在1834年1月6日逝世于巴黎。